# Eilema brunnescens
Eilema brunnescens är en fjärilsart som beskrevs av Daniel 1954. Eilema brunnescens ingår i släktet Eilema och familjen björnspinnare. Inga underarter finns listade i Catalogue of Life.